# Świerta
Świerta – część wsi Kuczów w Polsce, położona w województwie świętokrzyskim, w powiecie starachowickim, w gminie  Brody.
W latach 1975–1998 Świerta administracyjnie należała do województwa kieleckiego.